# Campeonato Paulista de Futebol de 2018 - Série A2
O Campeonato Paulista de Futebol da Série A2 de 2018 ou Paulistão A2 Itaipava 2018 por motivos de patrocínio, foi a 72.ª edição do campeonato equivalente ao segundo nível do futebol paulista. Foi disputado entre 17 de janeiro e 7 de abril de 2018 por dezesseis equipes de todo o estado. Os dois mais bem colocados foram promovidos para a Série A1, enquanto os dois últimos foram rebaixados para a Série A3.

## Regulamento
Na primeira fase, as dezesseis equipes se enfrentaram em quinze rodadas e os dois últimos colocados caem para a Série A3, enquanto os quatro primeiros avançarão para as semifinais, em que o primeiro colocado enfrenta o quarto, o segundo enfrenta o terceiro colocado. Em esquema de mata-mata, os finalistas garantem o acesso à Primeira Divisão de 2018. Além disso, o campeão do torneio ocupará uma das vagas do estado de São Paulo na Copa do Brasil de 2019.

## Critérios de desempate
Em caso de empate de pontos entre dois clubes, os critérios de desempates devem ser aplicados na seguinte ordem:
1. Número de vitórias
2. Saldo de gols
3. Gols marcados
4. Número de cartões vermelhos
5. Número de cartões amarelos
6. Sorteio público

## Equipes participantes
| Aumento | Equipes promovidas da Série A3 de 2017 |
| Baixa   | Equipes rebaixadas da Série A1 de 2017 |

| Equipe                             | Cidade                | Em 2017  | Estádio                            | Capacidade | Títulos                           |
| ---------------------------------- | --------------------- | -------- | ---------------------------------- | ---------- | --------------------------------- |
| Esporte Clube Água Santa           | Diadema               | 3°       | Distrital de Inamar                | 10 000     | 0 (não possui)                    |
| Grêmio Osasco Audax                | Osasco                | 16º (A1) | José Liberatti                     | 17 430     | 0 (não possui)                    |
| Batatais Futebol Clube             | Batatais              | 5º       | Oswaldo Scatena                    | 13 000     | 0 (não possui)                    |
| Guarani Futebol Clube              | Campinas              | 6º       | Estádio Brinco de Ouro da Princesa | 29 130     | 1 (1949)                          |
| AA Internacional de Limeira        | Limeira               | 2º (A3)  | Major José Levy Sobrinho           | 18.000     | 3 (1978, 1996 e 2004)             |
| Clube Atlético Juventus            | São Paulo             | 7º       | Rua Javari                         | 3 800      | 2 (1929, 2005)                    |
| Nacional Atlético Clube            | São Paulo             | 1º (A3)  | Nicolau Alayon                     | 10.117     | 0 (não possui)                    |
| Oeste Futebol Clube                | Barueri               | 11º      | Arena Barueri                      | 31 452     | 1 (2003)                          |
| Clube Atlético Penapolense         | Penápolis             | 9º       | Tenente Carriço                    | 8 769      | 0 (não possui)                    |
| Associação Portuguesa de Desportos | São Paulo             | 13°      | Canindé                            | 21 004     | 2 (2007 e 2013)                   |
| Rio Claro Futebol Clube            | Rio Claro             | 4º       | Augusto Schmidt Filho              | 6 284      | 0 (não possui)                    |
| São Bernardo Futebol Clube         | São Bernardo do Campo | 15º (A1) | Primeiro de Maio                   | 13 440     | 1 (2012)                          |
| Sertãozinho Futebol Clube          | Sertãozinho           | 8º       | Frederico Dalmaso                  | 7 860      | 0 (não possui)                    |
| Esporte Clube Taubaté              | Taubaté               | 10º      | Joaquim de Morais Filho            | 9 600      | 2 (1954 e 1979)                   |
| Clube Atlético Votuporanguense     | Votuporanga           | 14º      | Plínio Marin                       | 7 464      | 0 (não possui)                    |
| Esporte Clube XV de Novembro       | Piracicaba            | 12º      | Barão de Serra Negra               | 18 000     | 5 (1947, 1948, 1967, 1983 e 2011) |

| Água Santa Audax Batatais Guarani Internacional Oeste Penapolense Rio Claro FC São Bernardo Sertãozinho EC Taubaté Votuporanguense XV São Paulo São Paulo: Juventus Nacional PortuguesaLocalização das equipes participantes da Série A2 de 2018. |

## Fase final
- Em itálico, os times que possuem o mando de campo no primeiro jogo do confronto e na final, a equipe que faz o jogo em casa.
- Em negrito, os times classificados para a fase seguinte.

|  | Semifinais       | Semifinais | Semifinais | Semifinais |   |         | Final | Final |
|  |                  |            |            |            |   |         |       |       |
|  | XV de Piracicaba | 0          | 0          | 0          |   |         |       |       |
|  | Guarani          | 0          | 1          | 1          |   |         |       |       |
|  | Guarani          | 0          | 1          | 1          |   | Guarani | 4     |       |
|  |                  |            |            |            |   | Guarani | 4     |       |
|  |                  | Oeste      | 0          |            |   |         |       |       |
|  | São Bernardo     | Oeste      | 0          | 1          | 2 | 3       |       |       |
|  | São Bernardo     |            |            | 1          | 2 | 3       |       |       |
|  | Oeste            | 2          | 3          | 5          |   |         |       |       |

## Premiação
| Campeonato Paulista de 2018 - Série A2 |
| Campinas                               |
| -------------------------------------- |
| Guarani Campeão (2° título)            |

## Técnicos
| Equipe           | Técnico                                                                                   |
| ---------------- | ----------------------------------------------------------------------------------------- |
| Água Santa       | Jorginho (1ª—4ª) Toninho Cecílio (5ª—11ª) Márcio Ribeiro (12ª—15ª)                        |
| Audax            | Luciano Quadros (1—5ª) Leandro Mehlich (6ª—9ª) Max Sandro (10ª—15ª)                       |
| Batatais         | Alexandre Ferreira (1ª—15ª)                                                               |
| Guarani          | Umberto Louzer (1ª—18ª)                                                                   |
| Inter de Limeira | João Vallim (1ª—15ª)                                                                      |
| Juventus-SP      | Edmílson de Jesus (1ª—4ª) Alex Alves (5ª—15ª)                                             |
| Nacional-SP      | Betinho (1ª—6ª) Ricardo Silva (interino) (7ª) Tuca Guimarães (8ª—14ª) Ricardo Silva (15ª) |
| Oeste            | Roberto Cavalo (1—18ª)                                                                    |
| Penapolense      | Thiago Oliveira (1—15ª)                                                                   |
| Portuguesa       | Guilherme Alves (1ª—5ª) Gérson Sodré (interino) (6ª—7ª) Allan Aal (8ª—15ª)                |
| Rio Claro        | Fahel Júnior (1ª—15ª)                                                                     |
| São Bernardo     | Wilson Júnior (1ª—17ª)                                                                    |
| Sertãozinho      | Ruy Scarpino (1ª—6ª) José Carlos Serrão (7ª—15ª)                                          |
| Taubaté          | Alberto Félix (1ª—5ª) Marcelo Martelotte (6ª—15ª)                                         |
| Votuporanguense  | Rafael Guanaes (1ª—15ª)                                                                   |
| XV de Piracicaba | Evaristo Piza (1ª—17ª)                                                                    |

### Mudança de Técnicos
| Clube       | Antecessor        | Motivo    | Data            | Última partida                   | Rod | Pos | Sucessor           | Ref.          |
| ----------- | ----------------- | --------- | --------------- | -------------------------------- | --- | --- | ------------------ | ------------- |
| Água Santa  | Jorginho          | Demitido  | 28 de janeiro   | Guarani 3-0 Água Santa           | 4ª  | 15° | Toninho Cecílio    | [ 2 ] [ 3 ]   |
| Juventus-SP | Edmílson de Jesus | Demitido  | 29 de janeiro   | Juventus-SP 0-1 Audax            | 4ª  | 14° | Alex Alves         | [ 4 ] [ 5 ]   |
| Taubaté     | Alberto Félix     | Demitido  | 4 de fevereiro  | Nacional-SP 6-1 Taubaté          | 5ª  | 11° | Marcelo Martelotte | [ 6 ] [ 7 ]   |
| Audax       | Luciano Quadros   | Demitido  | 5 de fevereiro  | Rio Claro 2-0 Audax              | 5ª  | 15° | Leandro Mehlich    | [ 8 ] [ 9 ]   |
| Portuguesa  | Guilherme Alves   | Resignado | 6 de fevereiro  | Portuguesa 0-3 Oeste             | 5ª  | 13° | Allan Aal[a1]      | [ 10 ] [ 11 ] |
| Nacional-SP | Betinho           | Demitido  | 10 de fevereiro | Inter de Limeira 2-1 Nacional-SP | 6ª  | 10° | Tuca Guimarães     | [ 12 ] [ 13 ] |
| Sertãozinho | Ruy Scarpino      | Demitido  | 11 de fevereiro | Sertãozinho 2-4 Guarani          | 6ª  | 8°  | José Carlos Serrão | [ 14 ] [ 15 ] |
| Audax       | Leandro Mehlich   | Demitido  | 27 de fevereiro | Audax 2-4 Guarani                | 9ª  | 16° | Max Sandro         | [ 16 ] [ 17 ] |
| Água Santa  | Toninho Cecílio   | Demitido  | 7 de março      | Água Santa 1-2 Votuporanguense   | 11ª | 16° | Márcio Ribeiro     | [ 18 ] [ 19 ] |
| Nacional-SP | Tuca Guimarães    | Demitido  | 22 de março     | Nacional-SP 1-2 Água Santa       | 14ª | 6°  | Ricardo Silva      | [ 20 ]        |

- A1 ^  Gérson Sodré comandou a Portuguesa interinamente na 6ª e na 7ª rodada.